# イラストレーション (雑誌)
イラストレーションは、玄光社が発行する隔月刊誌。イラストレーション全般の情報を取り扱う。1979年創刊。「ザ・チョイス」による新人の発掘など、日本のイラストレーションに与えた影響は大きい。毎年4月には作品見本集である「イラストレーションファイル」とファッション部門専門の「ファッションイラストレーションファイル」を刊行している。
「ザ・チョイス」は1981年から続く誌上コンペで、毎回異なる審査員が単独で審査に当たるのが特徴。年度末には年度賞が選出され、「ザ・チョイス大賞展」が開催される。